# 파라솔 (밴드)
파라솔은 대한민국의 인디 록 밴드이다. 2013년 결성되었으며, 줄리아 하트의 김나은, 술탄 오브 더 디스코의 지윤해, 얄개들의 정원진으로 구성되어 있다. 현재까지 두개의 정규 음반을 발매했으며, 1집 언젠가 그 날이 오면은 2015년 발매되었으며, 2집 아무것도 아닌 사람은 2017년 발매되었다.

## 음반 목록

### 정규 음반
- 언젠가 그 날이 오면 (2015)
- 아무것도 아닌 사람 (2017)

### EP
- 파라솔 (2014)
- 수요일 (2017)